# Diego-Ramírez-Inseln
Die Diego-Ramírez-Inseln (spanisch Islas Diego Ramírez) sind eine Gruppe kleiner Inseln, die etwa 100 km südwestlich von Kap Hoorn und 93 km südsüdöstlich der Ildefonso-Inseln liegen und zu Chile gehören.
Zuerst gesichtet wurden sie am 12. Februar 1619 von den Spaniern Bartolomé García de Nodal und nach Diego Ramírez de Arellano benannt. Diego Ramírez war der Geograph auf der Expedition. Sie waren bis zur Entdeckung der Südlichen Sandwichinseln im Jahr 1775 die am weitesten südlich gelegenen bekannten Inseln.
Die chilenische Marine errichtete 1951 eine Wetterstation oberhalb der Caleta Condell, einer kleinen Bucht an der Nordostküste der Insel Gonzalo. Diese Station auf etwa 56,5° südlicher Breite ist der südlichste bemannte Außenposten Südamerikas, selbst wenn man die Südsandwichinseln noch zu Südamerika rechnet, da die dortige argentinische Station Corbeta Uruguay auf der Morrell-Insel (Thule) nach dem Falklandkrieg im Juni 1982 durch die britische Marine zerstört wurde. Mehrmals im Jahr kommt ein Versorgungsschiff. Kreuzfahrtschiffe legen auf ihrem Weg zur Antarktis gelegentlich dort an.
Die Inseln sind Brutplatz für Seevögel wie beispielsweise den Schwarzbrauenalbatros (Thalassarche melanophris). 2022 erkannte man, dass sich eine auf den Inseln endemische Population des Stachelschwanzschlüpfers  so stark von den Populationen des Festlandes unterscheidet, sodass man dieses Taxon als Subantarktischer Schlüpfer (Aphrastura subantarctica) neubeschrieben hat.

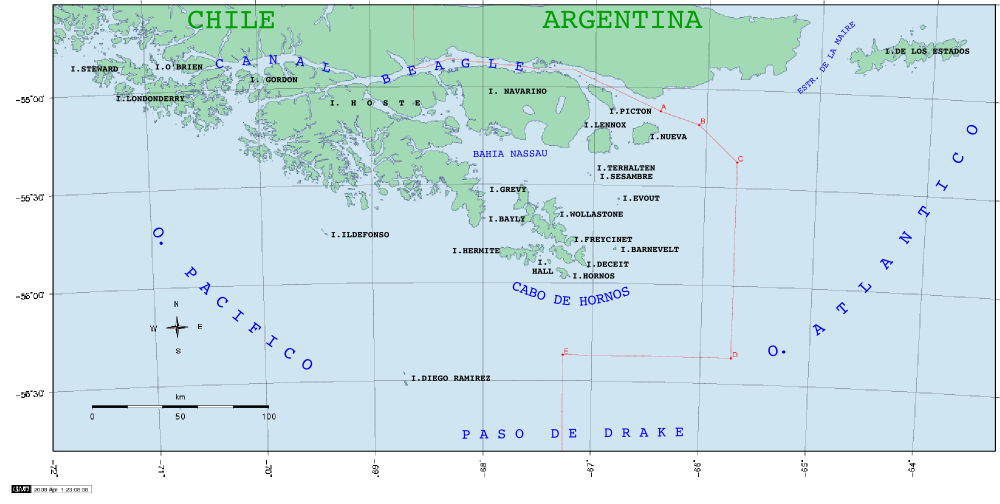
Lage der Inselgruppe
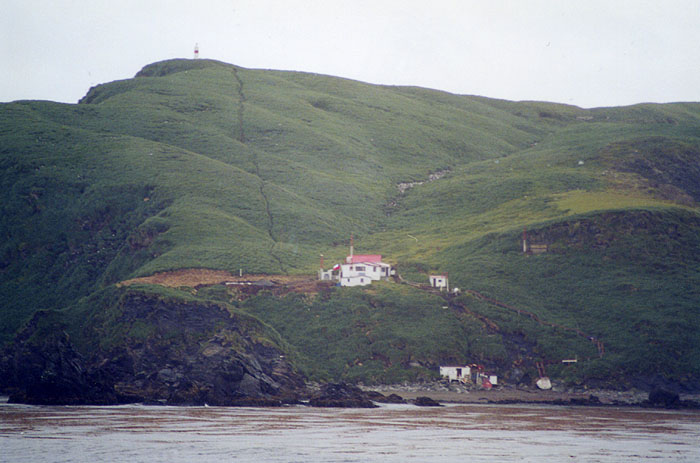
Chilenische Wetterstation auf der Gonzalo-Insel, mit Leuchtfeuer auf dem Gipfel